# ザイドゥ・サヌジ
ザイドゥ・サヌジ（英語: Zaidu Sanusi、1997年6月13日 - ）は、ナイジェリアのサッカー選手。ナイジェリア代表。ポジションはDF。

## クラブ歴
2016年にジル・ヴィセンテFCからSCミランデラに期限付き移籍し選手となった。2018年にミランデラに完全移籍。2019年3月16日にCDサンタ・クララへの移籍が発表された。9月15日にプリメイラ・リーガ初出場を記録した。

## 代表歴
2020年10月9日に行われたアルジェリア代表との親善試合でナイジェリア代表初出場を記録した。